# Minthodes simulans
Minthodes simulans là một loài ruồi trong họ Tachinidae.